# Tua (Bali)
Tua is een bestuurslaag in het regentschap Tabanan van de provincie Bali, Indonesië. Tua telt 4149 inwoners (volkstelling 2010).